# The Steel Trail

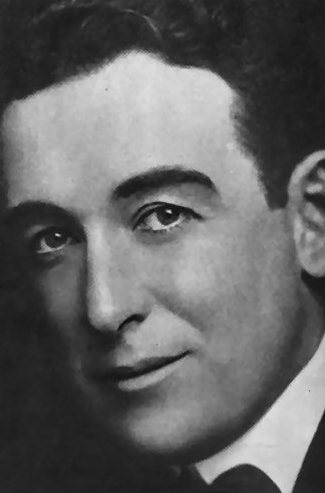
William Duncan, que interpreta Bruce Boyd no seriado.

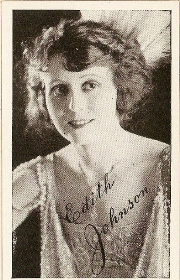
Edith Johnson, que interpreta Judith Armstrong.

The Steel Trail é um seriado estadunidense de 1923, no gênero drama, dirigido por William Duncan, em 15 capítulos, estrelado por William Duncan e Edith Johnson. O seriado foi produzido e distribuído pela Universal Pictures, e veiculou nos cinemas estadunidenses entre 27 de agosto e 3 de dezembro de 1923.
Este seriado é considerado perdido, pois apenas fragmentos sobreviveram.

## Sinopse
Um grupo de fazendeiros se une para construir uma ferrovia, a San Marcos Valley Railroad, através de um vale no oeste, mas se deparam com a oposição de um proprietário de ferrovias rivais e seus capangas que invadem e destroem seus esforços. Os fazendeiros contratam o engenheiro Bruce Boyd (William Duncan) para terminar seu projeto, mas ele tem o tempo e o dinheiro limitados.

## Elenco
- William Duncan - Bruce Boyd
- Edith Johnson - Judith Armstrong
- Harry Carter - Mark Zabel
- Ralph McCullough - Frank Norton
- Harry Woods - Morris Blake
- John Cossar - Coronel John Armstrong
- Albert J. Smith - Ralph Dayton
- Janet Ford - Helen Dayton
- Mabel Randall - Anna
- Catherine Doucet - Olga (creditada Catherine Calhoun)

## Capítulos
1. Intrigue
2. Dynamite
3. Wildfire
4. Blown from the Cliff
5. Head On
6. Crushed
7. The Gold Rush
8. Judith's Peril
9. The Dam Bursts
10. The Trap
11. The Fight on the Cliff
12. The Tottering Bridge
13. Between Two Fires
14. Burning Fumes
15. Ten Seconds to Go

Fonte: 